# Siège de Paris (885-887)
Pour les articles homonymes, voir Siège de Paris.
Invasions vikings en France
Batailles
Le siège de Paris par les Vikings a lieu entre 885 et 887. C'est le quatrième siège de l'actuelle capitale. Commencé au lendemain du 25 novembre 885, il est interrompu au début de novembre 886 par l'arrivée de l'empereur Charles le Gros. Ce dernier, après avoir promis de verser aux Normands un tribut de sept cents livres d'argent en mars de l'année suivante, les autorise à aller piller la Bourgogne. Le siège de Paris se termine en mai 887 par le paiement de la somme promise. Cet acte contribua à discréditer la dynastie carolingienne et à l'éclosion de la dynastie des robertiens, qui deviendra par la suite la dynastie capétienne.

## Contexte historique

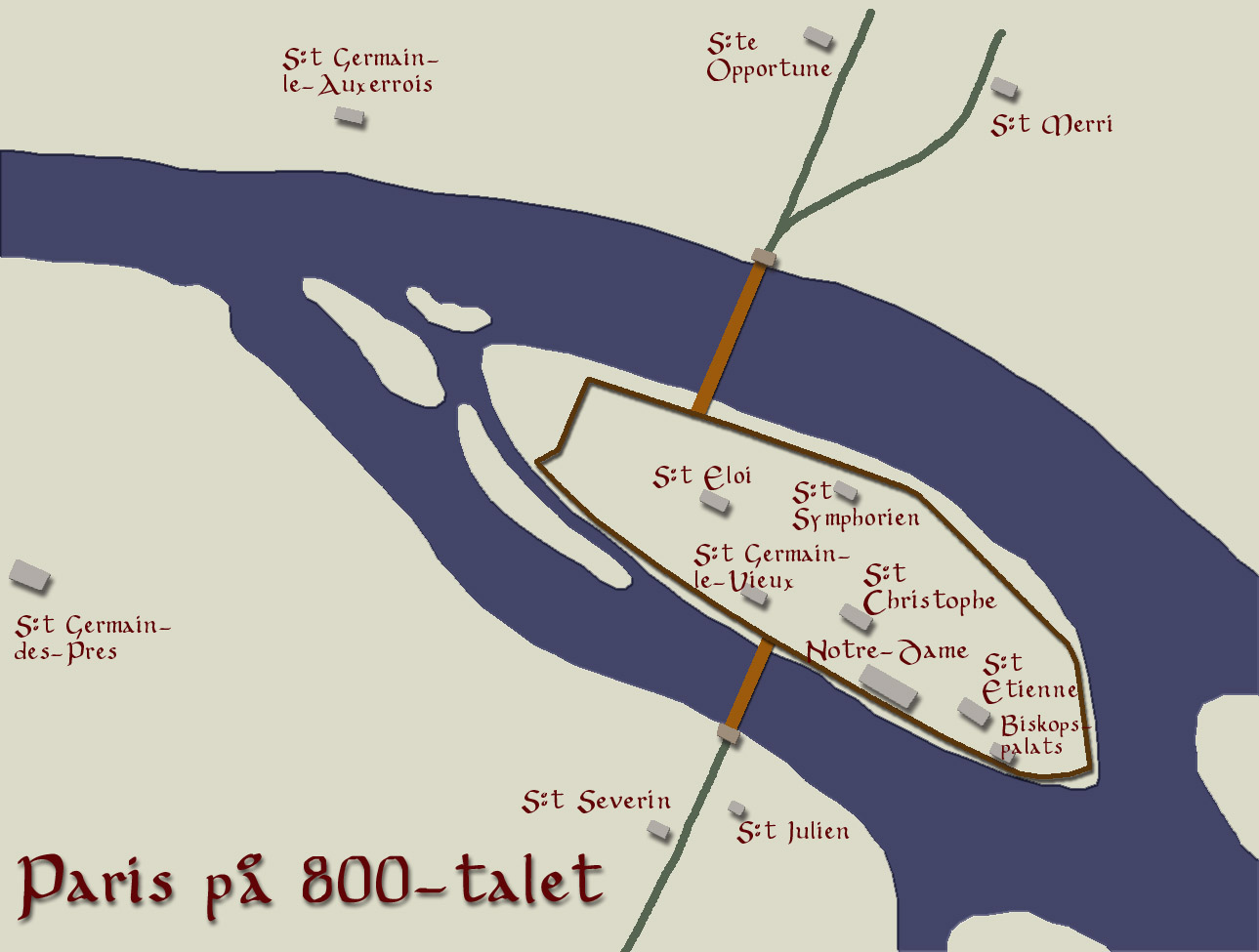
Paris au IXe siècle.

Depuis 799, date de leur première attaque sur l'Empire carolingien, les Vikings essayent d'étendre leur emprise à tout le continent, remontant les fleuves et établissant des bases à leurs embouchures. Après une pause entre 870 et 880, la défaite des Danois en Angleterre à Ethandun et la paix avec Alfred le Grand, roi du Wessex, relancent leurs raids contre les Carolingiens.
Ils ravagent les rives de la Somme dès 879, mais sont rejetés à la bataille de Saucourt-en-Vimeu par Louis III en 881.
L'année suivante, ils attaquent la Lotharingie. En 882, l'empereur Charles le Gros les assiège dans leur camp fortifié d'Ascaloha (en) (Elsloo ou Asselt, dans le Limbourg), mais, au moment d’attaquer, il préfère payer un tribut de 2 800 livres d’argent pour que les bandes de Godfred, Sigfred (Sigfredhr) et Vurm quittent la région (juillet 882).
Au printemps 883, ils pillent à nouveau la Flandre, puis, après avoir battu le roi Carloman sur la Somme, ils s'établissent à Amiens.
Le 2 février 884, Carloman leur propose 12 000 livres d'argent pour qu'ils quittent cette ville, ce qu'ils font en octobre. Ils s'embarquent à Boulogne ; certains passent en Angleterre, d'autres hivernent à Louvain. Charles le Gros est devenu roi de Francie occidentale à la mort de Carloman, réalisant une dernière fois l'unité de l'empire d'Occident. Il reçoit à Ponthion les serments de ses nouveaux sujets, et ordonne une expédition conjointe des Francs de Neustrie et de Lotharingie contre les Vikings de Louvain, qui échoue. Les Danois décident une grande expédition contre la Francie occidentale, et choisissent Rouen comme lieu de concentration. La ville est prise le 5 juillet. Ceux de Louvain s'y rendent par voie terrestre ou par mer. Ils sont renforcés par une bande venue d'Angleterre, et forment une redoutable force, estimée par Abbon entre 30 et 40 000 hommes montés sur 700 navires, chiffre très discutable.
Après la prise de Paris en 861, Charles le Chauve ordonna de construire sur la Seine un grand pont pour la défense de Paris qui devait être muni de forts à ses extrémités pour défendre la ville contre les incursions des Normands. Ce pont n'était pas encore construit en 866, puisque cette année les Normands remontèrent la Seine jusqu'à Melun. En 885, la tour du Nord n'était pas encore terminée lorsque les Normands se présentèrent devant Paris. Les fortifications de la ville se composaient d'un mur garni de tourelles qui entourait l'île de la Cité, mais qui laissait en dehors assez de place aux assiégeants pour débarquer dans l'île, surtout quand les eaux étaient basses.

## Siège

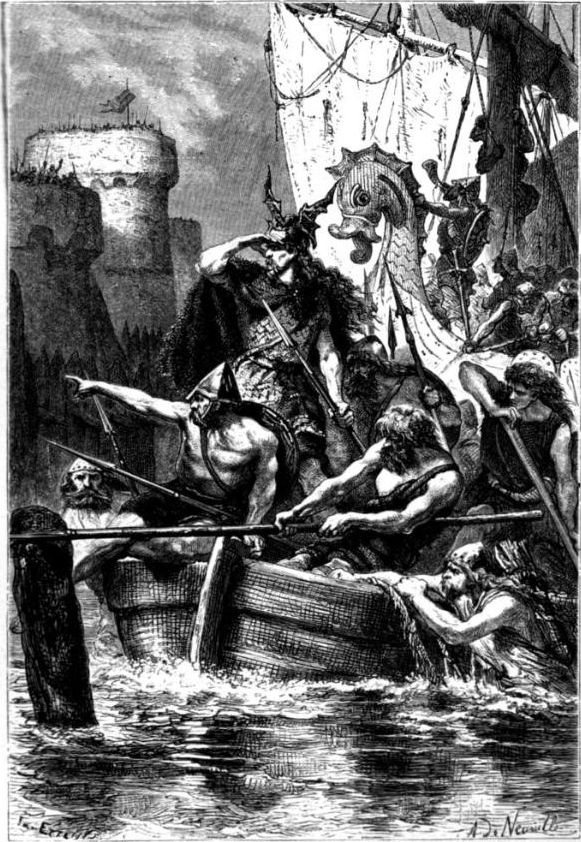
Les barques des Normands, gravure pour l'Histoire de France de François Guizot, par Alphonse de Neuville, 1883.

Le siège de Paris est relaté par les poèmes du moine Abbon de Saint-Germain-des-Prés. Ce dernier est connu pour ses récits qui glorifient les héros francs. Ainsi, le récit du siège est celui du moine et non le véritable. Cette version imaginaire du siège n'est peut-être pas due qu'au moine Abbon : en effet, le texte mentionne la présence d'un trébuchet, arme de siège n'apparaissant qu'au XIIe siècle. De même, l'utilisation d'huile bouillante était extrêmement rare à cette époque. S'ensuivent deux ans de siège relativement lucratifs pour les assaillants, et enfin une forte rançon aux envahisseurs.
Tout comme les sièges précédents, les Vikings ne veulent pas s'emparer de la capitale franque. Leur objectif principal n'est même pas la richesse de la ville, mais l'autorisation de piller la Bourgogne, Paris étant la porte de la riche province, puisque les Vikings se déplacent le long de la Seine.
De Rouen, la flotte remonte la Seine jusqu’à Pont-de-l'Arche où elle est arrêtée par le pont fortifié construit par Charles le Chauve. Les Normands (les hommes du Nord) s'installent à l’ouest du pont, au lieu qui devient « Les Dans » puis Les Damps dans un camp circulaire délimité par un fossé. Là, ils sont attaqués par les forces du duc du Maine, Ragenold, formées de soldats de Neustrie et de Bourgogne. Les vikings font semblant de dormir, mais dès que les francs sont à l’intérieur du camp ils se jettent sur eux. Ragenold et la moitié de ses hommes sont tués dans le combat, puis les francs rescapés s’enfuient.
La flotte continue de remonter le fleuve et force le passage au fort de Pitres, près du confluent de l'Andelle.
Après que le comte Aleran a évacué la forteresse de Pontoise à son avance, la Grande Armée se présente devant Paris le 24 novembre 885. Le lendemain, le chef viking Siegfried demande à parler à la plus haute autorité de la cité. Il est reçu par l’évêque Gozlin. Siegfried demande que les Parisiens laissent passer la flotte plus en amont, en échange de quoi la cité ne sera pas attaquée. Gozlin refuse la proposition de l'ambassadeur viking. Les vikings plantent alors leur camp sur l'emplacement de l'actuelle place du Louvre.
Le 26 novembre 885, les Vikings lancent leur premier assaut contre le Grand Châtelet, qui n'est alors qu'une tour de pierre inachevée, qui ferme l'entrée du Grand Pont sur la rive droite. Eudes, comte de Paris, et l’évêque Gozlin défendent fermement la ville. Les Francs peuvent compter sur un dispositif défensif efficace, à savoir de ponts munis d'échauguettes et le tout couvert par une tour, dont le rayon d'action des archers et des jets de projectiles rend toute progression impossible. L'opération échoue. Les Francs renforcent la tour à la faveur de la nuit, puis les Vikings recommencent leur assaut les 27 et 28. Les combats sont horribles et cruels. Le Grand Châtelet subit assaut sur assaut, sans succès. Les Danois essayent alors de détruire le mur adjacent à l'aide d'une sape, mais ils sont inondés de cire et de poix. Trois cents des leurs sont tués, ce qui les oblige à changer de tactique. Après deux jours de combats, ils décident de mettre le siège devant la ville, sans pouvoir établir un blocus complet.
Depuis le milieu du IXe siècle, les Parisiens ont dû faire face à plusieurs attaques des Vikings, en 845, 856, 857, 866, et 876. Ceux-ci n’hésitent pas à brûler la cité, comme en 856. Cette fois-ci, devant une ville fortifiée depuis 877 et la présence de deux ponts qui barrent le fleuve, les Normands doivent adopter une stratégie différente. Ils établissent un camp retranché autour de Saint-Germain-le-Rond et ravagent le pays environnant pour assurer leur ravitaillement.
Durant deux mois, ils construisent divers engins de siège. Abbon note la construction de trois béliers, de catapultes, ainsi que de chats et de mantelets. Les Francs, de leur côté, s'équipent d'un mangonneau ou d'un trébuchet. De plus, le témoignage de d'Abbon, nous décrit ce qu'il a vu : « Les Danois fabriquent alors, chose étonnante à voir ! trois machines, montées sur seize roues d'une grandeur démesurée, faites avec des chênes immenses et liés ensemble ; sur chacune est placé un bélier que recouvre un toit élevé ; dans les cavités de leur sein, et dans l'intérieur de leurs flancs, elles pouvaient renfermer et tenir cachés, disait-on, soixante hommes armés de leurs casques. »

### Assaut général

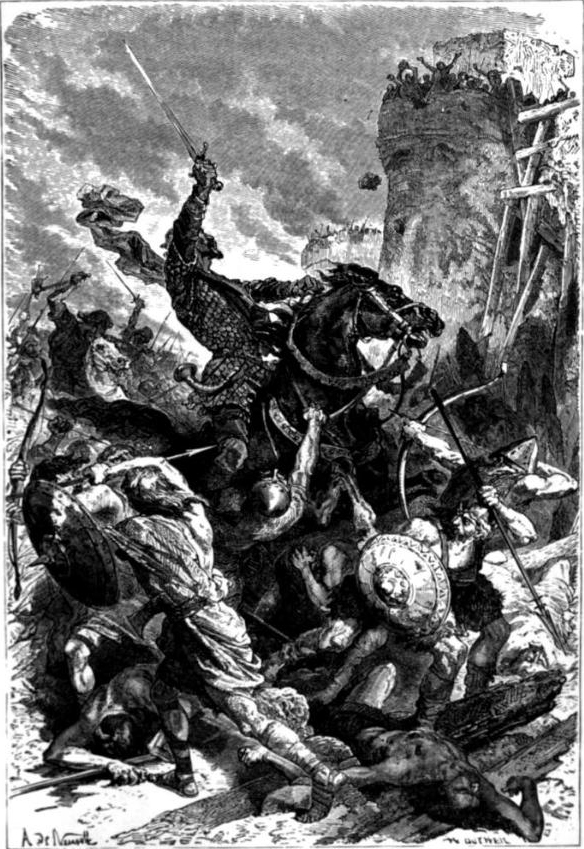
Eudes rejoignant Paris à travers les assiégeants, Histoire de France de François Guizot, gravure d'Alphonse de Neuville, 1883.

Le 31 janvier 886, les Vikings, divisés en trois groupes, lancent un assaut général contre la tour et le pont rive droite, à la fois par la terre et par le fleuve, sans parvenir à briser la résistance des Francs.
L'assaut est renouvelé le 1er février : les Vikings tentent de combler les fossés de la tour ; le lendemain ils avancent avec leurs trois béliers, mais le tir nourri des mangonneaux ou des trébuchets francs ne leur permet pas de faire approcher les béliers. Comme le dit Abbon dans son témoignage, les Francs ont réussi à détruire les machines danoises avec ces engins défensifs francs. Les pierres lancées par les mangonneaux ne laissent pas la vie sauve aux vikings qui sont touchés : « [...] ils fracassent les tentes que les féroces assiégeants ont dressées au pied de la tour; souvent nos pierres font jaillir la cervelle de la tête des misérables Danois, en écrasent plusieurs et brisent beaucoup de leurs écus. Tout bouclier que frappe la pierre est mis en pièces ; aucun des malheureux qu'elle atteint n'échappe à la mort. » Ensuite, ils essaient alors d'incendier le pont en lançant des brûlots, mais la plupart s'arrêtent sur les piles en pierre, et la population parisienne, invoquant les reliques de saint Germain, parvient à éteindre le feu et à s'emparer des navires. Le 3 février, les Normands se retirent dans leurs camps avec leurs engins de siège, abandonnant les trois béliers aux Parisiens.
Siegfried se retire alors momentanément avec ses troupes pour aller dévaster l'Est de la Francie, du côté de Reims, comme en témoignent les lettres contemporaines de l'archevêque Foulques.
Le 6 février 886, les Normands parviennent à s'emparer du Petit Châtelet, qui défend le Petit-Pont, sur la rive gauche de la Seine, à la faveur d'une crue de la Seine qui l'a isolé de l'île de la Cité en emportant le Petit-Pont ; ils l'incendient, et, pensant être rachetés par une forte rançon, ses défenseurs se rendent après avoir libéré leurs faucons, mais les douze hommes sont massacrés ainsi qu'une partie des habitants.
Après cet épisode, le siège continue. Le 16 février suivant, une partie des Normands attaque Chartres sans succès ; ils sont aussi mis en échec devant Le Mans, mais prennent et pillent Évreux.
Au mois de mars 886, appelé par Gauzlin par le truchement du comte de Boulogne Erkenger, le comte Henri de Franconie échoue dans sa tentative pour secourir Paris et échappe au massacre. Après son départ, les Normands s'établissent sur la rive gauche de la Seine, autour de Saint-Germain-des-Prés. Eudes et Gauzlin entament des négociations avec le chef Siegfried, lui proposant 60 livres d'argent contre sa retraite. Payé, Siegfried entraîne sa troupe à la conquête facile de Bayeux mais nombre de soldats — dont il n’est, par ailleurs, pas le chef — n’ont pas profité de ce tribut, et refusent de le suivre. Ils persistent dans leurs attaques mais sont repoussés.
L'évêque Gauzlin meurt le 16 avril, victime de l'épidémie qui sévit dans la cité. Le 12 mai, après la mort de Hugues l’Abbé à Orléans, les assiégés perdent l'espoir de son renfort. Après la Saint-Germain (28 mai), le comte Eudes quitte secrètement la ville pour chercher de l'aide auprès de l'empereur. L'abbé de Saint-Denis, Ebles, défend efficacement Paris contre les attaques normandes et assure son ravitaillement en son absence. Le retour d'Eudes ne se fait pas sans difficulté, et il doit, selon les récits francs, forcer les lignes des assiégeants pour rentrer dans la ville.

### Arrivée de l'empereur
Le 30 juillet 886, l'empereur Charles le Gros, de retour d'Italie, est à Metz où il décide de marcher contre les Normands de Paris ; il avance lentement, ralenti par la pluie et les inondations. Il est à Attigny le 16 août, le 22 à Servais près de Laon ; arrivé à Quierzy, il envoie le comte Henri de Franconie en reconnaissance. Celui-ci est tué dans une embuscade devant Paris le 28 août ; plus tard, avant l'arrivée des troupes impériales, les Normands tentent une nouvelle offensive contre la ville. Ils réussissent à rentrer dans la cité car les murs ne tiennent plus mais ne peuvent en prendre qu’une partie. Par cet effet de surprise, ils parviennent à piller différents édifices religieux. Cependant ils doivent ressortir afin de ne pas être pris au piège entre les Francs dans la cité et le retour de l'armée franque avec l’empereur.
Le gros des troupes franques arrive devant Paris au mois de septembre. L'empereur n’ose pas affronter les Vikings et négocie avec eux quand il apprend le retour de Siegfried et de sa bande. Siegfried menace de mettre le feu dans tout Paris si les Vikings ne sont pas payés. Début novembre 886, l'empereur traite avec les Normands assiégeant Paris et leur promet de payer un tribut de 700 livres d’argent au mois de mars prochain comme prix de leur retraite définitive. Il les autorise à aller piller la Bourgogne en amont de Paris durant l'hiver, cette région étant peut-être en révolte contre lui. Le 6 ou le 7 novembre, Charles le Gros quitte Paris pour Soissons, où il distribue des bénéfices. Il est suivi par Siegfried et ses hommes qui dévastent l'abbaye Saint-Médard de Soissons après le départ de l'empereur Charles vers l'Alsace. Siegfried retourne sur la Seine au printemps 887, puis repart vers la Frise à l'automne où il meurt.
Les Normands de Paris doivent contourner Paris et ses ponts en tirant leurs bateaux sur la terre ferme jusqu'à la Marne, les Parisiens leur refusant le droit de passage qui n'est pas prévu par le traité. Ils remontent la Seine, puis l'Yonne. Ils attaquent Melun puis le 30 novembre 886, ils mettent le siège devant Sens, qui résiste ; comme à Paris, ils ravagent le pays environnant (l'abbaye Sainte-Colombe de Saint-Denis-lès-Sens est cependant épargnée cette fois). Ils pillent les abbayes de Saint-Germain d'Auxerre, Bèze et Flavigny où ils séjournent du 11 au 25 janvier 887. Au mois de mai, comme convenu, ils retournent à Paris ; ils passent le pont sans opposition et s'installent dans leur ancien campement de Saint-Germain-des-Prés. Ils reçoivent leur tribut de 700 livres, somme que le nouvel évêque Anschéric est allé chercher auprès de l'empereur à Kirchen, en Alémanie ; mais au lieu de redescendre le fleuve, ils tentent de repartir en amont et de passer les ponts par surprise. Après une altercation, ils obtiennent des Parisiens le droit de passage, à condition qu'ils ne s'aventurent pas sur la Marne. Ils avancent en direction de Sens, puis font demi-tour et à l'automne remontent la Marne jusqu'à Chessy, près de Lagny, où ils prennent leurs quartiers d'hiver ; à l'annonce de la rupture du traité et du massacre de vingt chrétiens par les Vikings, les Parisiens exécutent une poignée de Normands qui se trouvent dans la ville, à l'exception de ceux protégés par l'évêque Anschéric, probablement des otages.

### Hommes
Le récit d'Abbon sert à grandir le personnage d'Eudes, mais il n'en oublie pas pour autant d'autres qui participent à l'affrontement.
Du côté viking, Siegfried devait, en plus d'être chef de cette armée, être une sorte d'ambassadeur sachant maîtriser le latin afin de pouvoir parlementer avec les chrétiens.
Abbon est plus prolixe en ce qui concerne le camp chrétien. Nous avons donc le comte Eudes, fils de Robert le Fort et futur roi de la Francie occidentale ; les comtes Régnier, Érilang et Utton ; Gauzlin, l’évêque de Paris ; l'abbé Ebles de Saint-Denis, neveu de Gauzlin, le fils de sa sœur Bilchilde. Abbon donne également le nom de ces « douze combattants héroïques de la tour » prise le 6 février : Ermenfrois, Hervé, Herland, Ouacre, Hervi, Arnoud, Seuil, Jobert, Gui, Hardre, Aimard et Gossouin.

## Conséquences
La réputation de Charles le Gros est gravement mise à mal par son attitude envers les Vikings. Dès le mois de décembre 887, malade, il est déposé par les Grands et remplacé par Arnulf de Carinthie, élu roi de Francie orientale. C'est la fin de l'Empire carolingien. Eudes, révélé par sa résistance pendant le siège, est élu pour sa part roi de Francie occidentale en 888, au détriment du carolingien Charles le Simple, qui lui succède tout de même à sa mort en 898.
Paris, ville d'importance mineure sous les Carolingiens, affirme sa position stratégique au centre de la Francie occidentale.
Après une solide résistance de Paris, les Normands repartent néanmoins victorieux : une partie de la ville est pillée entre 886 et 887. De plus, les pillards lèvent le siège à la suite d'un énorme tribut. Les attaques en région parisienne sont moins fréquentes, même si les monastères le long de la Seine sont pillés ici et là. Les raids danois en Francie occidentale se font moins fréquents après le siège. Battus près de Chartres en 911, les Normands s'installent sous leur chef Rollon dans la basse vallée de la Seine, qui devient le duché de Normandie ; convertis au christianisme, ils deviennent vassaux des Francs.
Quant à Siegfried et ses hommes, ils descendent plus au sud pour continuer les pillages. Quelques années plus tard, le puissant chef viking meurt au combat durant la bataille de Louvain en 891.

## À la télévision
- Le siège de Paris apparaît dans l'épisode 2 de la série documentaire Métronome, l'histoire de France au rythme du métro parisien de Lorànt Deutsch. Il est bon de noter que le déroulement du siège ne suit pas le déroulement historique (Métronome, l'histoire de France au rythme du métro parisien est sujet à plusieurs erreurs).
- Le siège de Paris est également mentionné dans le documentaire Quelle aventure ! sur les Vikings.
- Il apparaît aussi dans la saison 3 de la série Vikings de la chaîne History dans les épisodes 7, 8, 9 et 10. On retrouve des éléments marquants des sièges de 845 et de 885. De même, la plupart des personnages de la série ont réellement été des protagonistes des différents sièges : Ragnar, Rollon, Björn Ier, Siegfried, Sinric, etc.

### Sources primaires
- Le Siège de Paris par les Normands, 885-892, du moine Abbon, Paris, Paléo Éditions, Collection Sources de l'histoire de France, 2002.
  - Le moine Abbon de Saint-Germain-des-Prés, relate dans ce poème en vers ce siège de Paris par les Vikings, qui permet plus tard au comte Eudes de Paris de prétendre à la couronne de Francie occidentale. Abbon est un jeune homme lorsqu'il assiste à cette confrontation. Il raconte ce qu'il a vu, et synthétise ce que les Parisiens ont ressenti lors de ce siège. Abbon n'achève son ouvrage que 11 ans après le siège, soit en 897.
- Les annales de l'abbaye Saint-Vaast ou Annales Vedastini.
- Atlas du Monde viking de James Graham-Campbell, 1998.
- « Les Vikings sous les murs », magazine Paris, de Lutèce à nos jours, no 6, septembre 2014.